# Christ Koumadje
Jean Marc Christ Koumadje, né le 7 juillet 1996 à N'Djamena au Tchad, est un joueur professionnel tchadien de basket-ball. Il évolue au poste de pivot.

## Carrière universitaire
Koumadje nait le 7 juillet 1996. Il commence sa carrière au basket-ball à l’université d'État de Floride (FSU) au sein de l'équipe des Seminoles. Pendant sa saison senior à la FSU, Koumadje obtient en moyenne 6,6 points par match, 5,6 rebonds par match, 1,4 contre par match et 15,5 minutes jouées par match.

## Carrière professionnelle

### Delaware Blue Coats (2019-2020)
Il n'est pas sélectionné lors de la draft 2019 de la NBA mais signe un contrat avec les 76ers de Philadelphie pour le camp d'entraînement. Il est coupé pendant le camp d’entraînement et est ajouté à l'effectif des Blue Coats du Delaware, l'équipe de G League affiliée aux 76ers. Le 4 janvier 2020, Koumadje enregistre un triple-double dans une victoire 111-88 contre les Nets de Long Island, enregistrant 12 points, 16 rebonds et un record de 12 contres. Il enregistre un second triple-double le 1er février 2020 face aux BayHawks d'Érié, avec 12 points, 16 rebonds et 10 contres. 
Au cours des 10 derniers matchs de la saison 2019-2020 écourtée de la G League, Koumadje a obtenu en moyenne 11,8 points, 12,8 rebonds et 5,8 contres par match, tirant à 66 %. Il est nommé meilleur défenseur de l'année de la NBA Gatorade League pour cette saison.

### En Europe
En février 2021, Koumadje rejoint l'Alba Berlin.

## Palmarès
- Vainqueur de la Coupe d'Allemagne 2022
- Championnat d'Allemagne 2021 et 2022
- Meilleur défenseur de l'année de la NBA Gatorade League en 2020[7].

## Statistiques

### Université
| Saison    | Équipe        | Matchs | Titul. | Min./m | % Tir | % 3pts | % LF | Rbds/m. | Pass/m. | Int/m. | Ctr/m. | Pts/m. |
| --------- | ------------- | ------ | ------ | ------ | ----- | ------ | ---- | ------- | ------- | ------ | ------ | ------ |
| 2015-2016 | Florida State | 26     | 1      | 6.1    | .481  | –      | .412 | 1.5     | .0      | .0     | .7     | 1.3    |
| 2016-2017 | Florida State | 35     | 0      | 10.1   | .654  | .000   | .480 | 1.9     | .1      | .2     | 1.1    | 3.4    |
| 2017-2018 | Florida State | 24     | 21     | 16.0   | .626  | –      | .583 | 4.1     | .1      | .1     | 1.5    | 6.5    |
| 2018-2019 | Florida State | 37     | 37     | 15.5   | .627  | .000   | .582 | 5.6     | .2      | .2     | 1.4    | 6.6    |
| Carrière  | Carrière      | 122    | 59     | 12.1   | .622  | .000   | .541 | 3.3     | .1      | .1     | 1.2    | 4.5    |

### NBA G League
| Saison    | Équipe   | Matchs | Titul. | Min./m | % Tir | % 3pts | % LF | Rbds/m. | Pass/m. | Int/m. | Ctr/m. | Pts/m. |
| --------- | -------- | ------ | ------ | ------ | ----- | ------ | ---- | ------- | ------- | ------ | ------ | ------ |
| 2019-2020 | Delaware | 33     | 23     | 26.4   | .635  | .000   | .679 | 10.9    | .7      | .5     | 4.0    | 11.3   |
| Carrière  | Carrière | 33     | 23     | 26.4   | .635  | .000   | .679 | 10.9    | .7      | .5     | 4.0    | 11.3   |

- Double-double : 18
- Triple-double : 2